# Меттью Бінглі
Меттью Бінглі (англ. Matthew Bingley, нар. 16 серпня 1971, Сідней, Австралія) — колишній австралійський футболіст, що грав на позиції захисника, півзахисника.
Виступав, зокрема, за клуби «Марконі Сталліонс» та «Ньюкасл Юнайтед», а також національну збірну Австралії.

## Клубна кар'єра
У дорослому футболі дебютував 1987 року виступами за команду клубу «Сейнт Джордж Сейнтс», в якій провів чотири сезони, взявши участь у 65 матчах чемпіонату.
Протягом 1992—1992 років захищав кольори команди клубу «Ергрюте».
Своєю грою за останню команду привернув увагу представників тренерського штабу клубу «Марконі Сталліонс», до складу якого приєднався 1992 року. Відіграв за австралійську команду наступні п'ять сезонів своєї ігрової кар'єри. Більшість часу, проведеного у складі «Марконі Сталліонс», був основним гравцем команди.
Згодом з 1997 по 2001 рік грав у складі команд клубів «Віссел» (Кобе), «ДЖЕФ Юнайтед» та «Нозерн Спірітс».
2001 року уклав контракт з клубом «Ньюкасл Юнайтед», у складі якого провів наступні два роки своєї кар'єри гравця. Граючи у складі «Ньюкасл Юнайтед» також здебільшого виходив на поле в основному складі команди.
Протягом 2003—2005 років захищав кольори клубів «Перт Глорі», «Паханг» та «Сентрал-Кост Марінерс».
Завершив професійну ігрову кар'єру у клубі «Сідней», за команду якого виступав протягом 2005—2007 років.

## Виступи за збірні
1993 року дебютував в офіційних матчах у складі національної збірної Австралії. Протягом кар'єри у національній команді, яка тривала 5 років, провів у формі головної команди країни 14 матчів, забивши 5 голів.
У складі збірної був учасником розіграшу Кубка конфедерацій 1997 року у Саудівській Аравії.

## Титули і досягнення
- Переможець Юнацького чемпіонату ОФК: 1986
- Переможець Молодіжного чемпіонату ОФК: 1990
- Володар Кубка націй ОФК: 1996